# 표범상어
표범상어(학명:Proscyllium habereri)는 흉상어목 표범상어과에 속하는 물고기이다. 몸길이는 50cm로 상어에서는 소형인 어종에 속한다.

## 특징과 먹이
표범상어는 포유류의 한 종류인 표범과 매우 흡사한 모습으로 배쪽을 제외한 몸의 대부분이 붉은색에 가까운 갈색을 띄고 있으며 검은색과 암갈색의 점들이 나있는 것이 특징이다. 영어권에서는 그레이스풀 캣샤크(Graceful catshark)'라는 이름으로 불린다. 배쪽은 흰색을 띄고 있다. 몸은 가늘고 긴 편에 머리는 비교적 작은 편이다. 몸통과 꼬리의 부위는 세로로 납작하고 물이나 공기가 들어가는 분수공은 눈에 가까이 붙어 있으며 크기가 작다. 등지느러미의 위치와 순막(瞬瞙)이 있는 것은 까치상어와 같지만 까치상어에 비해 몸이 가늘고 길며 횡단면이 삼각형의 모양인 것이 다른 차이점이 된다. 등지느러미는 2개이며 제1등지느러미와 제2등지느러미는 크기는 제1등지느러미가 약간 더 크다. 제1등지느러미는 가슴지느러미보다 앞쪽에 위치하고 제2등지느러미는 꼬리지느러미와 가까운 곳에 위치하며 배지느러미와 뒷지느러미는 바짝 붙어 있다. 꼬리지느러미는 아래쪽이 위쪽보다 길다. 입은 짧고 뾰족한 반달 모양이다. 윗입술에 입술 주름이 존재하며 위턱과 아래턱에는 각각 삼각형 모양의 이빨과 톱니 모양의 이빨들이 나 있다. 먹이로는 멸치, 청어, 꽁치와 같은 작은 물고기들과 새우, 게와 같은 갑각류에 오징어와 같은 두족류를 잡아먹는 육식성물고기에 속한다.

## 서식지와 산란기
표범상어의 주요한 서식지는 서북부 태평양으로 대한민국의 남해, 일본의 중부 이남과 중국의 동부와 남부에 위치하는 동중국해와 남중국해에 서식한다. 수심 50~100m의 대륙붕으로 이뤄진 해저와 해역 및 연안에서 주로 서식하는 표해수대의 어류이다. 표범상어의 산란기는 6월~8월의 여름으로 약 8개월~10개월의 임신기간을 거쳐 이듬해의 봄에 유어를 출산하는 난태생의 어류에 속한다.

## 같이 보기
- 흉상어목
- 표범상어과